# コラブ・グループ
コラブ・グループ (Collab Group) は、イギリスの継続教育カレッジないしカレッジ・グループ35組織が構成しているネットワークで、この種のカレッジの間に、教育と経営の両面で高い水準を普及、維持し、共通の方針を掲げることで継続教育への社会的認知や評価を高めることを目的としている。
2016年10月に、それまでの名称であった157グループ (157 Group) から改称したもので、旧称により結成されたのは2006年であった。その創設が公表されたのは、教育大臣アラン・ジョンソンが座長を務めた同年の継続教育カレッジ協会の年次大会においてであり、当初の名称は、その前年に発表されていた教育についての政府報告書『Review of the future role of FE colleges』、通称『フォスター報告 (The Foster Report)』（アンドリュー・フォスターにちなむ）の第157項から採られたものであった。 
執行責任者のイアン・プリティ (Ian Pretty) は、新しい名称について、「コラブ (Collab) は、協力 (collaboration) ... 我々にとって極めて重要な協力である。我々はいかにして産業界と協力するのか? いかにして政府と協力するのか? いかにして互いに協力するのか?」と説明している

## 会員
- Activate Learning
- Barnet and Southgate College
- Bedford College, Bedford
- Belfast Metropolitan College
- Birmingham Metropolitan College
- Blackpool and The Fylde College
- Bridgwater College
- Cardiff and Vale College
- チチェスター・カレッジ
- City and Islington College
- City College Plymouth
- Coleg Cambria
- College of Haringey, Enfield and North East London
- Cornwall College
- Derby College
- Ealing, Hammersmith & West London College
- Highbury College, Portsmouth
- Hull College
- Leeds City College
- Leicester College
- The Manchester College (LTE Group)
- Middlesbrough College
- Newham College of Further Education
- North East Scotland College
- South Essex College
- South Staffordshire College
- South Thames College
- St Helens College
- Stoke on Trent College
- Sussex Downs College
- The Sheffield College
- Trafford College
- Walsall College
- Warwickshire College
- West College Scotland